# TODAY 看世界
《TODAY 看世界》（英語：The World TODAY），是LINE Taiwan Limited台灣連線股份有限公司旗下新聞服務LINE TODAY所製作的國際新聞彙整節目，主要採錄影形式播出。主持人為范琪斐、王晴蒂、鄒宗翰，於2019年11月開播至今

## 節目形式
以國際時事或事件為節目核心要素，彙整近期國際時事，並以「懶人包」的方式，搭配插圖及新聞照片加以呈現由范琪斐擔綱新聞播報工作，假日則由百靈果王晴蒂及德國之聲記者鄒宗翰擔任獨立節目單元的播報員，主要探索世界上一些特定或新奇人事物的起源與知識。

## 2023年最具影響力媒體頻道
最具影響力媒體區的媒體所經營之YouTube 頻道，TODAY 看世界是排名第 3 名的頻道
。

## 播出時間

### 首播
| 頻道       | 所在地 | 播映日期         | 播出時間     | 長度    |
| ---------- | ------ | ---------------- | ------------ | ------- |
| LINE TODAY | 臺灣   | 2019年11月－至今 | 每週一到週日 | 5-8分鐘 |

## 主持人
- 范琪斐：資深媒體人，旅居美國多年，曾任傳訊電視、TVBS、三立電視駐美特派員。
- 王晴蒂（凱莉）：中英文口譯及筆譯、活動中英文主持人、國際狗語日報與百靈果News臉書粉絲專頁的發起人之一、網路直播節目
- 鄒宗翰：德國之聲(台灣部)記者。

## 外部連結
- 《范琪斐的美國時間》
- |《凱莉蹲下去》
- |《鄒宗翰 Tsou Tzung Han 》
- （页面存档备份，存于）|《TODAY 看世界》官方YouTube頻道